# Inga exilis
Inga exilis là một loài rau đậu thuộc họ Fabaceae.
Loài này chỉ có ở Brasil.